# Šepseskaf
Šepseskaf  je bil šesti in zadnji faraon Četrte dinastije Starega egipčanskega kraljestva. Vladal je 6-8 let z začetkom okoli leta 2510 pr. n. št. Edini dejavnosti, zanesljivo datirani v njegovo vladavino, sta zaključek gradnje Menkaurejevega piramidnega kompleksa in gradnja lastne mastabne grobnice Mastabet el-Fara'un (Faraonova mastaba) v južni Sakari.

## Družina
Šepseskafova  družina je polna neznank. Egiptolog George Andrew Reisner je osnovi odloka, omenjenega v Menkaurejevem pogrebnem templju, sklepal, da je bil Šepseskaf Menkaurejev sin. Njegova domneva ni dovolj trdna, ker na napisu ni omenjena povezava med obema faraonoma. Razen tega tudi dokončanje gradnje grobnice pokojnega faraona ni nujno odvisno od sorodstvene povezave  oče/sin.
Faraonova mati, žene in otroci niso znani. Če je bil Menkaure resnično njegov oče, bi njegova mati lahko bila Kamerernebti II. ali Rekhetre. Šepseskafova žena je morda bila Kentkaus I., kar pa sploh ni dokazano. Kot mogoča žena je bila predlagana tudi Bunefer. Domneva temelji na nazivih Šepseskafovih svečenic. Bunefer bi lahko bila tudi hčerka, ki je služila kultu svojega očeta. In ne nazadnje bi lahko bila Šepseskafova (ali Userkafova) hčerka tudi Kamaat, poročena s plemičem Ptahšepsesom.

## Vladanje
Šepseskaf je bil zelo verjetno zadnji faraon iz Četrte dinastije. Nekaj kasejših zapisov in posredno Torinski seznam kraljev kažejo, da ga je nasledil skoraj neznan faraon Džedefptah. V primarnih virih, na primer na spomenikih faraonov ali v zasebnih grobnicah iz Starega kraljestva v Sakari in Gizi, vladar Džedefptah ni omenjen. Dvorni uradniki, ki so služili v obdobju med Četrto in Peto dinastijo, na primer dolgoživi dvorjan Netri-nesut-pu, v svoji grobnici eksplicitno našteva faraone Starega kraljestva, katerim je služil:  Radžedef → Kafre → Menkaure → Šepseskaf. Sledijo prvi trije faraoni Pete dinastije: Userkaf →  Sahure →  Neferirkare. Iz tega obdobja ni ohranjeno nobeno ime kakšne posesti, povezane s faraonom, niti ime kakšnega vladarjevega vnuka, ki bi imel v svojem imenu sled do svojega vladarskega predhodnika.

### Dokazi
Šepseskafovo vladanje je dokazano na pogrebnih napisih njegovih uradnikov. Večino napisov so odkrili v Gizi in  Sakari.  Mnogo napisov omenja samo njegovo ime brez kakšnih podrobnosti iz njegove kratke vladavine. Dvorni uradniki, ki omenjajo Šepseskafa so:
- Sekemkare, sin Kafre, svečenik faraonovega pogrebnega kulta. V njegovi mastabi v Gizi (G8154) je seznam faraonov, katerim je služil.[8] Na njegovem seznamu je Šepseskafov neposredni naslednik faraon Userkaf.
- Bunefer, princesa in svečenica Šepsesfafovega pogrebnega kulta, pokopana v Gizi (G8408). Zanjo velja, da je bila ali ena od faraonovih žena, hčerka ali ena od njegovih sester, ki se je udeležila pogrebnih slovesnosti.[9] V grobnici v Gizi  ima naziv njswt sA.t n Xt f - kraljevska hčerka njegovega telesa.
- Nisutpunečer, svečenik faraonovega pogrebnega kulta. V njegovi  mastabi v Gizi je bil seznam faraonov od Džedefreja do Sahureja, katerim je služil. Userkaf je tudi na njegovem seznamu neposreden Šepseskafov naslednik.
- Ptahšepses I., veliki Ptahov svečenik. Napis na njegovi steli v obliki lažnih vrat so podrobnosti iz njegovega življenja.  Vzgojen je bil na dvoru skupaj s Šepseskafom, ki ga je kasneje promoviral na položaj prvega Ptahovega svečenika in mu dal za ženo svojo hčerko Kamaat.[10]
- Kaunisut, dvorni uradnik, ki omenja Šepseskafa v svoji mastabi v Gizi  (G8960).[11]

Razen teh skopih omemb je znana tudi ena sama stela, ki se lahko zanesljivo datira v njegovo vladavino. Odkrita je bila v Šepseskafovem piramidnem kompleksu. Na njej je omenjen Šepseskafov odlok, da se donira očetovemu pogrebnemu kultu.

### Dolžina vladanja
Na Torinskem seznamu kraljev je zapis, da je vladal štiri leta, njegov anonimni naslednik, domnevno Džedefptah, pa dve leti. V nasprotju s tem podatkom mu Maneton eksplicitno pripisuje sedemletno vladavino, ki bi lahko bila kombinacija 4 + 2 (= 6) polnih let, ki jih Torinski seznam omenja za oba vladarja iz Četrte dinastije skupaj, in znaten del meseca. Na Manetonovem seznamu je omenjen tudi neznan in morda izmišljen vladar Džedefptah, v njegovih zapisih imenovan Tamftis, kateremu pripisuje devet let vladanja. 
Kamen iz Palerma opisuje prvo leto Šepseskafovega vladanja. Šepseskaf je potrjen kot neposedni naslednik faraona Menkaureja. Ustoličen  naj bi bil enajsti dan četrtega meseca. Analize časovnega prostora med začetkom njegovega vladanja in vladanja njegovega naslednika ja pokazala, da Šepseskaf ni vladal več kot sedem let. Kamen iz Palerma omenja tudi to, da so prostor in ime njegove grobnice določili že v prvem letu njegove vladavine.

## Pokop
Šepseskafova grobnica je velika mastaba v Sakari. Prvotno se je imenovala Šepseskaf je očiščen, zdaj pa se imenuje Mastabat Fara'un  (Faraonova mastaba). Mastabo je kot Šepseskafovo grobnico prvi prepoznal Richard Lepsius sredi 19. stoletja. Prva izkopavanja je opravil Auguste Mariette leta 1858. Popolnoma raziskal jo je šele leta 1924-1925 Gustave Jéquier. Zanjo se je sprva domnevalo, da je grobnica faraona Unasa iz Pete dinastije, Jéquier pa je dokazal, da je pripadala Šepseskafu. Odkril je tudi stelo iz Srednjega kraljestva, ki dokazuje, da je bil Šepseskafov mrtvaški kult aktiven še v tistem času.
Gradnja  mastabe in ne piramide kaže, da je Šepseskaf prekinil tradicijo gradnje velikih piramid, značilno za Četrto dinastijo.  Njegovi predhodniki so zgradili dve piramidi v Gizi in eno v Abu Rawashu, medtem ko je Sneferu, ustanovitelj Četrte dinastije, sam zgradil tri piramide: Meidumsko,  Zlomljeno in Rdečo piramido. Zakaj se je Šepseskaf odločil, da ne bo gradil piramide, obstaja več teorij: 
- Šepseskaf se je za manjšo grobnico odločil morda zato, ker se je soočal s težavno nalogo dokončanja očetove piramide v Gizi  in gradnjo lastne grobnice. V njegovem času je bil Egipt manj cvetoča država kot v zgodnji Četrti dinastiji.[16]
- Šepseskaf se je odločil za gradnjo mastabe v Sakari in ne piramide v Gizi zato, da bi spodkopal naraščajoč vpliv Rajeve duhovščine.[16] Ta hipoteza lahko pojasni odsotnost kakršne koli omembe Raja[16] v faraonovem imenu in da je bil njegov neposredni naslednikverjetno Userkaf.
- Šepseskaf se je odločil za gradnjo mastabe, ker je sledil arhaičnemu izročilu Prve, Druge in zgodnje Tretje dinastije.[17]
- Šepseskaf je sprva načrtoval gradnjo piramide, na kar namiguje Kamen iz Palerma, vendar je po začetku del umrl. Njegovi nasledniki so začeto gradnjo dokončali kot mastabo in ne kot piramido.